# Aegiphila
Aegiphila is een geslacht uit de lipbloemenfamilie (Lamiaceae). De soorten komen voor van Mexico tot in tropisch Zuid-Amerika.

## Soorten
- Aegiphila aculeifera Moldenke
- Aegiphila alba Moldenke
- Aegiphila anomala Pittier
- Aegiphila aracaensis Aymard & Cuello
- Aegiphila arcta Moldenke
- Aegiphila australis Moldenke
- Aegiphila bogotensis (Spreng.) Moldenke
- Aegiphila boliviana Moldenke
- Aegiphila brachiata Vell.
- Aegiphila bracteolosa Moldenke
- Aegiphila brenesii Hammel
- Aegiphila buchtienii Moldenke
- Aegiphila capitata Moldenke
- Aegiphila casseliiformis Schauer
- Aegiphila catatumbensis Moldenke
- Aegiphila caucensis Moldenke
- Aegiphila caymanensis Moldenke
- Aegiphila cephalophora Standl.
- Aegiphila conturbata Moldenke
- Aegiphila cordata Poepp.
- Aegiphila cordifolia (Ruiz & Pav.) Moldenke
- Aegiphila costaricensis Moldenke
- Aegiphila cuatrecasasii Moldenke
- Aegiphila cuneata Moldenke
- Aegiphila dentata Moldenke
- Aegiphila deppeana Steud.
- Aegiphila duckei Moldenke
- Aegiphila elata Sw.
- Aegiphila elegans Moldenke
- Aegiphila elongata Moldenke
- Aegiphila exiguiflora Moldenke
- Aegiphila falcata Donn.Sm.
- Aegiphila farinosa Moldenke
- Aegiphila fasciculata Donn.Sm.
- Aegiphila fendleri Moldenke
- Aegiphila ferruginea Hayek & Spruce
- Aegiphila filipes Mart. & Schauer
- Aegiphila floribunda Moritz & Moldenke
- Aegiphila fluminensis Vell.
- Aegiphila foetida Sw.
- Aegiphila froesii Moldenke
- Aegiphila glabrata Moldenke
- Aegiphila glomerata Benth.
- Aegiphila gloriosa Moldenke
- Aegiphila goeldiana Huber & Moldenke
- Aegiphila goudotiana Moldenke
- Aegiphila grandis Moldenke
- Aegiphila graveolens Mart. & Schauer
- Aegiphila hastingsiana Moldenke
- Aegiphila herzogii Moldenke
- Aegiphila hirsuta Moldenke
- Aegiphila hirsutissima Moldenke
- Aegiphila hoehnei Moldenke
- Aegiphila hystricina Aymard & Cuello
- Aegiphila insignis Moldenke
- Aegiphila integrifolia (Jacq.) B.D.Jacks.
- Aegiphila intermedia Moldenke
- Aegiphila killipii Moldenke
- Aegiphila laeta Kunth
- Aegiphila laevis (Aubl.) J.F.Gmel.
- Aegiphila lanata Moldenke
- Aegiphila laxiflora Benth.
- Aegiphila lehmannii Moldenke
- Aegiphila lewisiana Moldenke
- Aegiphila longipetiolata Moldenke
- Aegiphila lopez-palacii Moldenke
- Aegiphila loretensis Moldenke
- Aegiphila luschnathii Schauer
- Aegiphila macrantha Ducke
- Aegiphila martinicensis Jacq.
- Aegiphila mediterranea Vell.
- Aegiphila medullosa Moldenke
- Aegiphila membranacea Turcz.
- Aegiphila microcalycina Moldenke
- Aegiphila minasensis Moldenke
- Aegiphila moldenkeana López-Pal.
- Aegiphila mollis Kunth
- Aegiphila monstrosa Moldenke
- Aegiphila montana Moldenke
- Aegiphila monticola Moldenke
- Aegiphila mortonii Moldenke
- Aegiphila multiflora Ruiz & Pav.
- Aegiphila narinensis Rueda
- Aegiphila nervosa Urb.
- Aegiphila novofrifurgensis Moldenke
- Aegiphila novogranatensis Moldenke
- Aegiphila obducta Vell.
- Aegiphila obovata Andrews
- Aegiphila obtusa Urb.
- Aegiphila odontophylla Donn.Sm.
- Aegiphila ovata Moldenke
- Aegiphila panamensis Moldenke
- Aegiphila paraguariensis Briq.
- Aegiphila pauciflora Standl.
- Aegiphila pavoniana Moldenke
- Aegiphila pennellii Moldenke
- Aegiphila pernambucensis Moldenke
- Aegiphila perplexa Moldenke
- Aegiphila peruviana Turcz.
- Aegiphila plicata Urb.
- Aegiphila pulcherrima Moldenke
- Aegiphila purpurascens Moldenke
- Aegiphila quararibeana Rueda
- Aegiphila quinduensis (Kunth) Moldenke
- Aegiphila racemosa Vell.
- Aegiphila riedeliana Schauer
- Aegiphila rimbachii Moldenke
- Aegiphila roraimensis Moldenke
- Aegiphila saltensis Legname
- Aegiphila salticola Moldenke
- Aegiphila scandens Moldenke
- Aegiphila schimpffii Moldenke
- Aegiphila skutchii Moldenke
- Aegiphila smithii Moldenke
- Aegiphila sordida Moldenke
- Aegiphila spicata (Rusby) Moldenke
- Aegiphila spruceana Moldenke
- Aegiphila standleyi Moldenke
- Aegiphila steinbachii Moldenke
- Aegiphila sufflava Moldenke
- Aegiphila swartziana Urb.
- Aegiphila sylvatica Moldenke
- Aegiphila ternifolia (Kunth) Moldenke
- Aegiphila trifida Sw.
- Aegiphila triflora Moldenke
- Aegiphila truncata Moldenke
- Aegiphila uasadiana J.R.Grande
- Aegiphila ulei (Hayek) B.Walln.
- Aegiphila umbraculiformis Moldenke
- Aegiphila uniflora Urb.
- Aegiphila valerii Standl.
- Aegiphila vallensis Moldenke
- Aegiphila velutinosa Moldenke
- Aegiphila venezuelensis Moldenke
- Aegiphila verticillata Vell.
- Aegiphila villosa (Aubl.) J.F.Gmel.
- Aegiphila vitelliniflora Klotzsch
- Aegiphila volubilis Moldenke
- Aegiphila wigandioides Lundell

... · 
Ajuga (Zenegroen) · 
Anisomeles · 
Ballota (Ballote) · 
Basilicum · 
Cleonia · 
Clinopodium (Steentijm) · 
Dasymalla · 
Galeopsis (Hennepnetel) · 
Glechoma · 
Haplostachys · 
Hemiandra · 
Hyssopus · 
Lagochilus · 
Lamiastrum · 
Lamium (Dovenetel) · 
Lavandula (Lavendel) · 
Leonurus · 
Lycopus · 
Marrubium · 
Melissa (Melisse) · 
Mentha (Munt) · 
Nepeta (Kattenkruid) · 
Ocimum (Basilicum) · 
Origanum (Marjolein) · 
Perovskia · 
Phlomis · 
Prunella (Brunel) · 
Renschia · 
Rosmarinus · 
Salvia (Salie) · 
Satureja (Bonenkruid) · 
Scutellaria (Glidkruid) · 
Stachys (Andoorn) · 
Teucrium (Gamander) · 
Thymus (Tijm) · 
Vitex · 
Westringia · 
...